# Delia xanthobasis
Delia xanthobasis är en tvåvingeart som först beskrevs av Huckett 1965.  Delia xanthobasis ingår i släktet Delia och familjen blomsterflugor. Arten är reproducerande i Sverige. Inga underarter finns listade i Catalogue of Life.